# Ovadia Yosef

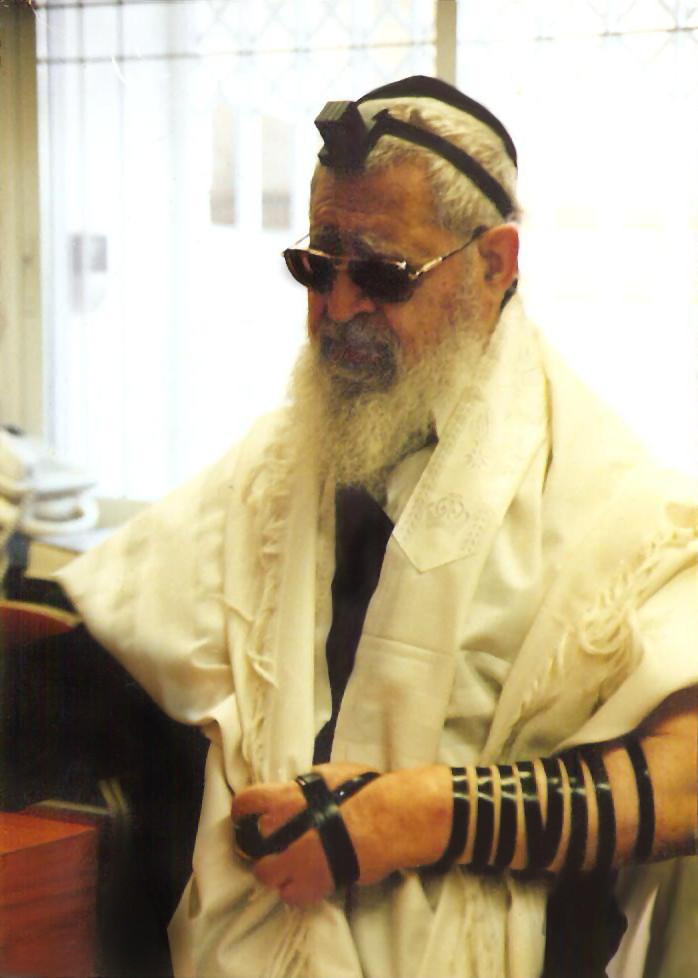
Rabi Ovadia Yosef em 2007

Ovadia Yosef (Bagdá, 23 de setembro de 1918 – Jerusalém, 7 de outubro de 2013) foi um rabino sefardita de Israel nascido no Iraque. Foi um rabino haredi, acadêmico talmúdico e reconhecida autoridade da Halachá ("lei judaica"). Era o Rabino Chefe de Israel sefardita 1973-1983 e indiscutível líder espiritual do partido político Shas desde a década de 1980. Seu nome em hebraico é עובדיה יוסף‎, em árabe يوسف‎ (Abdullah Youssef).